# Nicola Di Bari
Ne doit pas être confondu avec Nicolas di Bari ou Saint Nicolas.
Nicola Di Bari, nom d'artiste de Michele Scommegna (né le 29 septembre 1940 à Zapponeta dans la province de Foggia de la région des Pouilles en Italie) est un chanteur italien.

## Biographie
Nicola Di Bari a remporté deux fois le festival de Sanremo. Parmi ses titres les plus connus figurent Chitarra suona più piano, La prima cosa bella, I giorni del'arcobaleno, Paese, Il mondo è grigio, il mondo è blu...
Il a représenté l'Italie au Concours Eurovision de la chanson avec le titre I giorni dell'arcobaleno et est également bien connu en Amérique latine pour ses albums enregistrés en espagnol.
Il a représenté l'Italie à la Coupe d'Europe du tour de chant.

## Discographie

### LP
- 1965 - Nicola di Bari - Jolly (it) LPJ 5041
- 1970 - Nicola di Bari - RCA Italiana PSL 10464
- 1971 - Nicola di Bari - RCA Italiana PSL 10494
- 1971 - Nicola di Bari canta Luigi Tenco - RCA Italiana PSL 10520
- 1972 - I giorni dell'arcobaleno - RCA Italiana PSL 10533
- 1973 - Paese - RCA Italiana PSL 10571
- 1973 - Un altro Sud - RCA Italiana DPSL 10597
- 1974 - La colomba di carta - RCA Italiana TPL1-1043
- 1975 - Ti fa bella l'amore - RCA Italiana TPL1-1104
- 1977 - Nicola di Bari - Carosello (it) CLN 25068
- 1981 - Passo dopo passo - WEA T 58327
- 1986 - Innamorarsi

### Singles (7")
- 1963 - Piano... pianino... / Perche te ne vai - Jolly (it) J 20217
- 1964 - Amore ritorna a casa / Senza motivo - Jolly J 20229
- 1964 - Non farmi piangere più / Ti prendo le braccia - Jolly J 20255
- 1965 - Tu non potrai capire / Una cosa di nessuna importanza - Jolly J 20280
- 1965 - Amici miei / Amo te, solo te - Jolly J 20282
- 1965 - Piangerò / Il rimpianto - Jolly J 20294
- 1965 - Un vero amore / Non sai come ti amo - Jolly J 20331
- 1966 - Lei mi aspetta / Ridi con me - Jolly J 20346
- 1968 - Il mondo è grigio, il mondo è blu / Ciao solo - RCA Italiana PM 3448
- 1969 - Eternamente / La vita e l'amore - RCA Italiana PM 3488
- 1970 - La prima cosa bella / ...e lavorare - RCA Italiana PM 3510
- 1970 - Vagabondo / La mia donna - RCA Italiana PM 3531
- 1970 - Una ragazzina come te / Zapponeta - RCA Italiana PM 3554
- 1971 - Il cuore è uno zingaro / Agnese - RCA Italiana PM 3575
- 1971 - Anima / Pioverà, pioverà - RCA Italiana Pl 1
- 1971 - Un uomo molte cose non le sa / Sogno di primavera - RCA Italiana PM 3611
- 1971 - Chitarra suona più piano / Lontano, lontano - RCA Italiana PM 3627
- 1972 - I giorni dell'arcobaleno / Era di primavera - RCA Italiana PM 3639
- 1972 - Occhi Chiari / Un minuto ... una vita - RCA Italiana PM 3673
- 1972 - Paese / Qualche cosa di più - RCA Italiana PM 3693
- 1974 - Sai che bevo, sai che fumo / Libertà - RCA Italiana TPBO 1121
- 1975 - Beniamino / Tema di Beniamino - RCA Italiana TPBO 1150
- 1976 - La più bella del mondo / Anna perché - Carosello (it) CI 20415
- 1979 - Chiara / Partire perché - VIP 10205

### CD
- 1999 - I più grandi successi - Duck Records
- 2001 - Un viaggio lungo d'amore